# 雙曲三角形

馬鞍面上的雙曲三角形

在雙曲幾何學中，雙曲三角形是指位於雙曲面上的三角形，與平面三角形一樣由3條邊和3個頂點組成，但雙曲三角形的內角和小於180度。正如歐幾里德幾何，任意維度的雙曲空間中的三個點也總是共面，因此，雙曲平面三角形也描述了在任何更高維度的雙曲空間中可能存在的三角形。
根據三角不等式，三角形的其中兩邊的和必定大於第三邊，此不等式對於邊長有限的雙曲三角形仍成立。平面三角形若兩邊的和等於第三邊將會退化成內角為0度的退化三角形，然而雙曲三角形允許內角為0的不退化三角形，這種三角形又稱為理想三角形。

## 定義

雙曲三角形，由3個雙曲線段組成

雙曲三角形和一般的三角形一樣，由3個邊和3個頂點組成。構成雙曲三角形的3個點不落在相同的雙曲直線上。同時，這3條邊為連接這三個點的雙曲線段。

## 性質
雙曲三角形有部分性質與歐幾里得幾何中的平面三角形類似，例如每個雙曲三角形皆存在內切圓，但並非每個雙曲三角形都有外接圓。雙曲三角形的頂點可以落在雙曲極限圓或超圓形上。

## 具有理想點的三角形
雙曲三角形的定義上允許點位於無窮遠點，即位於理想邊界上的理想點，並保持邊位於同一個雙曲平面上。如果三角形有一對極限平行（即兩個邊在往理想點逼近時，距離趨近於零，但不相交），則其將交於無窮遠處的理想點，則該點稱為歐米加點。該邊的夾角為0。這種三角形稱為歐米加三角形。
具有理想點的三角形有幾個特例：

### 平行三角形
平行三角形是指有一對邊平行的三角形。這個三角形其中一個角對應的頂點為落在無窮遠的理想點、另一個角是直角、第三個角是直角和第三個角之間的邊平行角。

### 施魏卡特三角形
兩個頂點為理想點且第三個角為直角的三角形。這個三角形是費迪南德·卡爾·施魏卡特首次描述雙曲三角形所提及的三角形之一。

### 理想三角形
所有頂點都是理想點的三角形。所有理想三角形內角和皆為零、面積皆為π。由於雙曲三角形的面積取決於內角和（見下節的面積公式），理想三角形是雙曲平面中，面積最大的三角形。

## 標準化高斯曲率
雙曲三角形邊與角的關係與球面三角形類似，例如：球面幾何和雙曲幾何中，長度尺度都可以利用具有固定角度的等邊三角形邊長來定義。
若將長度以絕對長度（一種特殊的長度單位，類似於球面幾何中的距離之間的關係）來定義，能使不少雙曲三角形的公式更為簡化。
在龐加萊半平面模型中，絕對長度對應於無窮小的度量{\displaystyle ds={\frac {|dz|}{\operatorname {Im} (z)}}}，在龐加萊圓盤模型中對應於{\displaystyle ds={\frac {2|dz|}{1-|z|^{2}}}}。
以高斯曲率為負常數{\displaystyle K}的雙曲平面而言，絕對長度的單位長對應到的長度為：
{\displaystyle R={\frac {1}{\sqrt {-K}}}}
在雙曲三角形中，角A、B、C（分別與對應字母的邊相對）之和嚴格小於平角。平角的度數與內角和的差稱為該三角形的角虧。雙曲三角形的面積等於其角虧（以弧度計）乘以R的平方：
{\displaystyle (\pi -A-B-C)R^{2}{}{}\!}
這個定理最早由约翰·海因里希·朗伯證明，可以視為高斯-博内定理在常曲率曲面的特例:96–108。

## 延伸閱讀
- Svetlana Katok (1992) Fuchsian Groups, University of Chicago Press ISBN 0-226-42583-5